# Szyszman

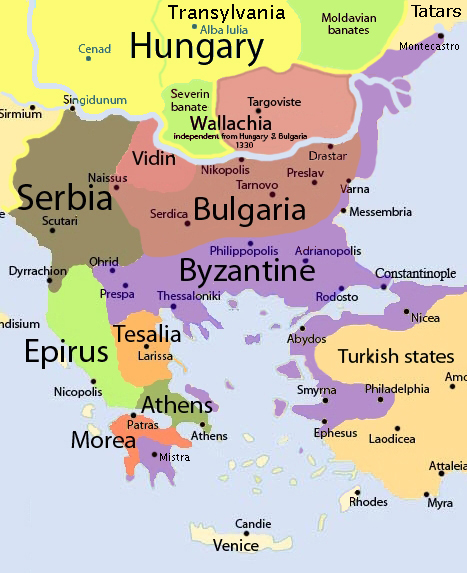
Bułgaria w 1307 roku

Szyszman (bułg.: Шишман, Sziszman) – bojar bułgarski, książę Widynia. Ojciec cara bułgarskiego Michała III Szyszmana. Protoplasta ostatniej bułgarskiej dynastii średniowiecznej – Szyszmanowiczów.

## Władca Widynia pod zwierzchnictwem tatarskim
Szyszman był bojarem bułgarskim z okolic Widynia. Wczesne lata jego życia i wzrost jego potęgi są słabo udokumentowane. I. Vásáry uważa, że był potomkiem Kumanów, którzy po 1241 roku osiedlili się w Bułgarii, zmuszeni do opuszczenia Królestwa Węgier. W historiografii bułgarskiej przyjmuje się, że nieznana z imienia, pierwsza żona Szyszmana była córką sewastokratora Piotra i Anny-Teodory Aseniny, córki cara Iwana Asena II (1218-1241). Pomiędzy 1275 a 1280 rokiem urodziła mu ona syna Michała, przyszłego cara bułgarskiego. We współczesnych mu źródłach Szyszman jest tytułowany księciem, królem, a nawet carem, choć oficjalnie przysługiwał mu jedynie tytuł despoty
Za panowania cara Jerzego I Tertera (1280-1292), po 1281 roku, Szyszman, utworzył własne silne państwo w zachodniej Bułgarii, w ziemi widyńskiej obejmującej dolinę rzeki Timoku. W historiografii bułgarskiej wskazuje się na fakt, że Jerzy I Terter, który w 1280 roku opanował tron carów bułgarskich, był również możnowładcą bułgarskim pochodzenia kumańskiego, co jest źródłem hipotezy, że Szyszman mógł być krewnym, a nawet bratem Jerzego I Tertera. Część uczonych przenosi początki panowania Szyszmana nawet na późne lata 70., po zamordowaniu przez carycę Marię, poprzedniego władcy w Widyniu, Jakuba Swetosława. Część na początek lat 90. XIII wieku.
Przedmiotem dyskusji jest również stopień niezależności Szyszmana. T. Wasilewski, analizując wpływy tatarskie na życie polityczne Bułgarii w tym okresie, przyjmuje, że Szyszman objął władzę w Widyniu, jako lennik i sprzymierzeniec tatarskiego wodza Nogaja. J. Fine nie wyklucza, że Tatarzy mogli jedynie zaakceptować jego usamodzielnienie post factum. Z kolei historycy bułgarscy skłonni są łączyć uznanie przez Szyszmana zwierzchnictwa tatarskiego dopiero z wydarzeniami lat 1291-1292. Z racji przyjętej koncepcji objęcia przez niego władzy wskazują natomiast na stosunkowo dobre relacje jego państwa z carami bułgarskimi w Tyrnowie.
Jego państwo stale rosło tak że pod koniec XIII wieku Szyszman władał większością ziem północno-zachodniej Bułgarii. Biskup Daniło podaje, że posiadał wiele ziem bułgarskich. Bułgarski historyk Jordan Andrejew uważa, że granice jego państwa sięgały poza Żelazną Bramę na zachodzie i do Łomu i Wracy na zachodzie. Opierając się na wzmiankach kronikarzy, którzy podają, że Dunaj biegnie przez środek jego ziem, przyjmuje również, że Szyszman kontrolował również Oltenię w zachodniej Wołoszczyźnie.

## Konflikt z Serbią i zależność od króla serbskiego
Około 1291 roku wspólna wyprawa władców serbskich Stefana Dragutina i Stefana Milutina doprowadziła do likwidacji sąsiadującego z państwem Szyszmana księstwa braniczewskiego rządzonego przez braci Dyrmana i Kudelina. W odwecie mniej więcej rok później Szyszman zaatakował ziemie serbskie. Jest możliwe, że był sojusznikiem Dyrmana i Kudelina, niewątpliwie natomiast likwidacja księstwa braniczewskiego powodowała, że jego państwo zyskiwało silnego i agresywnego sąsiada. Oddziały Szyszmana, w których liczny udział miały wojska tatarskie najechały Serbię. Dotarły w rejon Hvosna, obległy twierdzę Ždrelo w pobliżu Peciu. Ostatecznie splądrowały jedynie i spaliły monaster w Żiczy i powróciły do siebie. Po ucieczce cara Jerzego I Tertera i objęciu władzy przez Smilca, Stefan Milutin wraz z bratem Dragutinem, wykorzystując osłabienie Bułgarii najechali państwo widyńskie. Stolica poddała się po krótkim oblężeniu. Szyszman zbiegł za Dunaj do Nogaja.

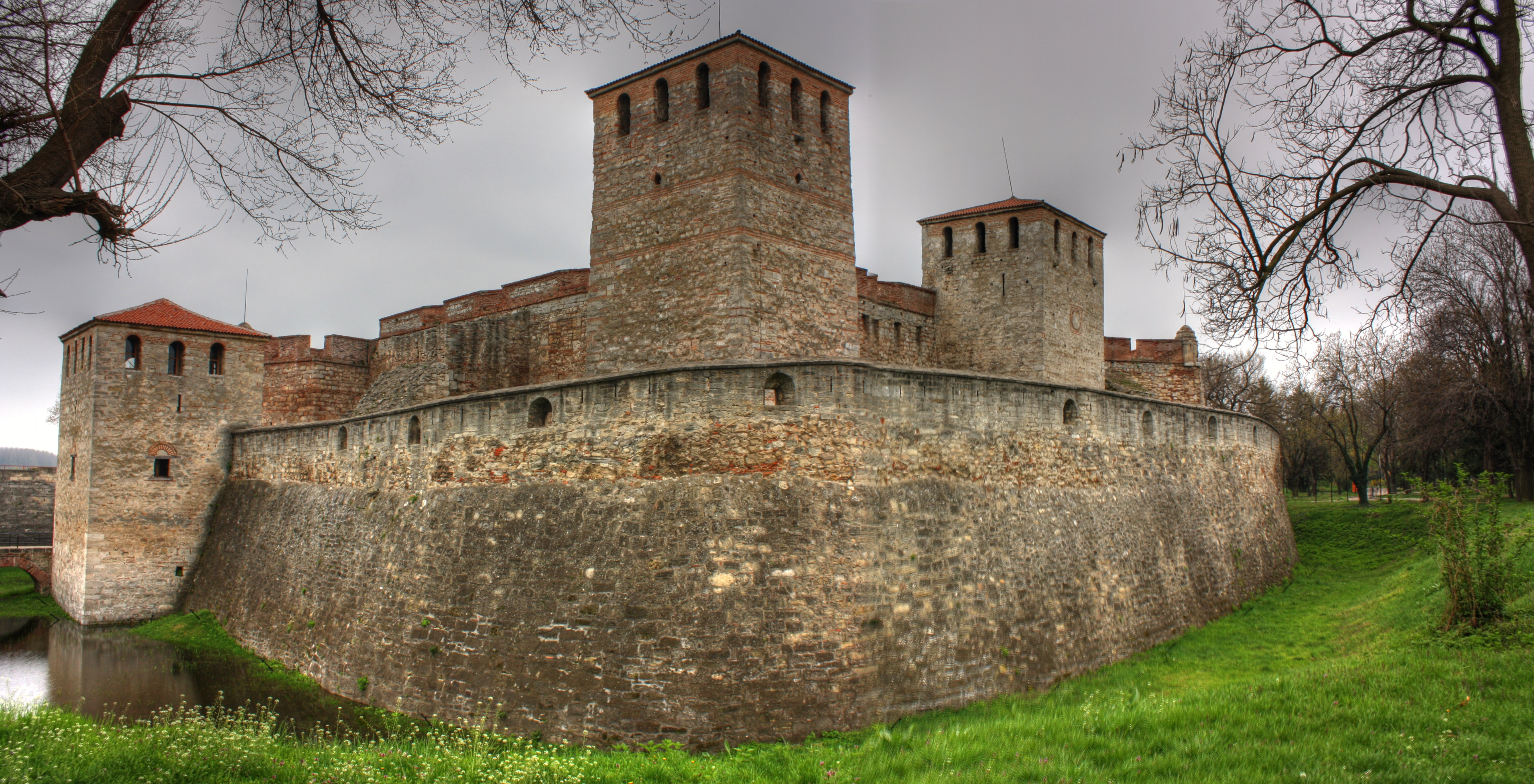
Zamek Baba Vida w Widyniu, stolicy Szyszmanowego państwa

Ostatecznie zamiast zaanektować zdobyte terytoria Milutin ponownie osadził Szyszmana na tronie w Widyniu i zawarł z nim przymierze. Szyszman został zmuszony do uznania zwierzchnictwa króla serbskiego i poślubienia żonę możnowładcy serbskiego Jovana Dragosza, Anny.
Zdaniem T. Wasilewskiego to jego syn Michał był zmuszony poślubić córkę Milutina Annę Nedę. Niewątpliwie ocalenie swego państwa Szyszman zawdzięczał Nogajowi. Milutin zwrócił mu księstwo widyńskie obawiając się interwencji tatarskiej. W tym czasie sam zresztą popadł w zależność od Tatarów i był zmuszony wysłać swego syna Stefana Deczańskiego na dwór Nogaja.
Pomimo uzależnienia od Serbii, na które wskazuje również późniejszy ślub syna Szyszmana Michała z córką Milutina Anną Nedą, dzięki obecności Tatarów Szyszman mógł prowadzić stosunkowo niezależną politykę w stosunku do Wołoszczyzny, a zwłaszcza do Bułgarii. Po zamordowaniu przez Toktu chana Nogaja (1299) i rozpadzie jego ordy, udzielił w latach 1301-1302 schronienia niektórym z krewnych Nogaja, między innymi wnukowi chana Kara-Kesekowi, który zbiegł do Widynia z liczącym 3 tysiące jazdy oddziałem i pozostawał tam jeszcze w 1325 roku. W przeciwieństwie do Andrejewa, Fine uważa, że śmierć Nogaja zwiększyła wpływy serbskie w Widyniu.
Szyszman zmarł w 1308 lub w 1313 roku. Jego następcą został syn Michał, dokument wenecki z 1313 roku tytułuje go: despotą bułgarskim i panem Widynia. W 1323 roku Michał został carem Bułgarii. Oprócz Michała Szyszman miał jeszcze syna Belaura, późniejszego despotę Widynia i córkę Keracę Marię, matkę cara Iwana Aleksandra (1331-1371). Zdaniem Iwana Bożiłowa, który uważa ich za potomków dynastii Asenowiczów, wszystkie dzieci Szyszmana urodziły się z jego pierwszej żony, córki Anny Teodory. Potomkowie Szyszmana rządzili Bułgarią od 1323 roku do upadku państwa pod koniec XIV wieku.